# Frank Klepacki
Frank Klepacki (Las Vegas (Nevada), 25 mei 1974) is een Amerikaanse componist van muziek in computerspellen. Zijn bekendheid bij het grote publiek heeft hij te danken aan de muziek die hij gecomponeerd heeft voor de Command & Conquer-reeks. Daarnaast heeft hij muziek gecomponeerd voor Lands of Lore, Dune II, The Legend of Kyrandia, Blade Runner en heeft hij deel uitgemaakt van of albums geproduceerd voor een aantal kleinere bands. Momenteel is hij werkzaam voor Petroglyph Games.

## Westwood
Frank begon als tester van computerspellen bij Westwood Studios toen hij nog op school (highschool) zat. In die periode heeft hij een demoband gestuurd naar het hoofd van de muziekafdeling die hem later zou aannemen als componist. Voor Westwood heeft hij de muziek gecomponeerd van Dune II, Command & Conquer en Blade Runner. Ook heeft hij meegewerkt met geluidstechnici aan andere projecten. Zijn meest bekende werken komen tevens uit deze periode, beide uit de Command & Conquer reeks: Act on Instinct en Hell March.
Toen Westwood Studios werd overgenomen door Electronic Arts hebben enkele werknemers ontslag genomen en het bedrijf Petroglyph Games opgezet. Frank ging voor Petroglyph aan de slag als componist.

## I AM
I AM was een alternatieve rockformatie welke stevig was beïnvloed door Tool en Soundgarden. Nadat de band Shatterbone uit elkaar viel vormden de percussionisten I AM en vroegen Frank om de drumpartij op zich te nemen. I AM heeft slechts één album gemaakt, There's a Home uitgebracht in 1995. Het was het eerste volwaardige album dat het drumwerk van Frank zou bevatten. De band viel uiteen in hetzelfde jaar als waarin het album werd uitgebracht. I AM's track Destructive Times werd gebruikt in de afsluiting van Tiberian Dawn (Command & Conquer I), wanneer het spel is uitgespeeld met de Brotherhood of Nod.

## Home Cookin'
Na zijn uitstapje bij I AM voegde Frank zich bij Home Cookin', weer als drummer maar ook als schrijver in de periode 1995-2000. Hij heeft beide albums van deze band geproduceerd: Mmm, Mmm, Mmm en Pink in the Middle. De band viel in 2000 uiteen.

## Solocarrière
Frank heeft anno 2019 negen soloalbums gecomponeerd en geproduceerd:
- Morphscape (2002)
- Rocktronic (2004)
- Virtual control (2005)
- Awakening of aggression (2007)
- Infiltrator (2009)
- Viratia (2009)
- Conquering 20 years (2012)
- Digital frontiers (2016)
- Transform (2018)

Deze albums bevatten tracks die overeenkomen met de muziek uit Command & Conquer, maar enkele tracks neigen meer naar de muziek van Home Cookin'.

## Discografie
- DragonStrike (Westwood Studios, 1990)
- Eye of the Beholder II (Westwood Studios, 1991)
- Dune II (Westwood Studios, 1992)
- Dungeons & Dragons: Warriors of the Eternal Sun (Westwood Studios, 1992)
- Order of the Griffon (Westwood Studios, 1992)
- The Legend of Kyrandia - Book One (Westwood Studios, 1992)
- Lands of Lore (Westwood Studios, 1993)
- The Legend of Kyrandia - Book Two: The Hand of Fate (Westwood Studios, 1993)
- Disney's The Lion King (SNES) (Westwood Studios, 1994)
- The Legend of Kyrandia - Book Three: Malcolm's Revenge (Westwood Studios, 1994)
- Young Merlin (Westwood Studios, 1994)
- Command & Conquer: Tiberian Dawn (Westwood Studios, 1995)
- Parker Brother's Monopoly (Westwood Studios, 1995)
- Command & Conquer: The Covert Operations (Westwood Studios, 1996)
- Command & Conquer: Red Alert (Westwood Studios, 1996)
- Command & Conquer: Red Alert: Counterstrike (Westwood Studios, 1997)
- Command & Conquer: Red Alert: Aftermath (Westwood Studios, 1997)
- Lands of Lore 2 (Westwood Studios, 1997)
- Blade Runner (Westwood Studios, 1997)
- Command & Conquer: Red Alert: Retaliation (Westwood Studios, 1998)
- Command & Conquer: Sole Survivor (Westwood Studios, 1998)
- Dune 2000 (Westwood Studios, 1998)
- Command & Conquer: Tiberian Sun (Westwood Studios, 1999)
- Lands of Lore 3 (Westwood Studios, 1999)
- Command & Conquer: Tiberian Sun: Firestorm (Westwood Studios, 2000)
- Command & Conquer: Red Alert 2 (Westwood Studios, 2000)
- Nox (computerspel) (Westwood Studios, 2000)
- Command & Conquer: Red Alert 2 - Yuri's Revenge (Westwood Studios, 2001)
- Emperor: Battle for Dune (Westwood Studios, 2001)
- Pirates: The Legend of Black Kat (Westwood Studios, 2001)
- Command & Conquer: Renegade (Westwood Studios, 2002)
- Earth & Beyond (Westwood Studios, 2002)
- Star Wars: Empire at War (Petroglyph Games, 2006)
- Star Wars: Empire at War: Forces of Corruption (Petroglyph Games, 2006)
- Universe at War: Earth Assault (Petroglyph Games, 2007)
- Command & Conquer: Red Alert 3 (EA Los Angeles, 2008)
- Command & Conquer: Red Alert 3: Uprising (EA Los Angeles, 2009)
- Panzer General: Allied Assault (Petroglyph Games, 2009)
- Guardians of Graxia (Petroglyph Games, 2010)
- Mytheon (Petroglyph Games/True Games, 2011)
- Rise of Immortals (Petroglyph Games, 2011)
- Battle for Graxia (Petroglyph Games, 2012)
- Coin A Phrase (Petroglyph Games, 2013)
- End of Nations (Petroglyph Games, 2013)
- Grey Goo (Petroglyph Games, 2015)
- 8-Bit Armies (Petroglyph Games, 2016)
- 8-Bit Hordes (Petroglyph Games, 2016)